# نيكول سميث (فارسة سباق)
نيكول سميث (بالإنجليزية: Nicole Smith)‏ هي فارسة سباق جنوب أفريقية، ولدت في 8 أكتوبر 1991.

## وصلات خارجية
- نيكول سميث على موقع الاتحاد الدولي للفروسية (الإنجليزية)
- نيكول سميث على موقع FEI (رابط بديل) (الإنجليزية)